# Gotlandella
Gotlandella is een geslacht van uitgestorven kreeftachtigen uit de klasse van de Ostracoda (mosselkreeftjes).

## Soort
- Gotlandella martinssoni Adamczak, 1966 †